# Ulica krokodyli
Ulica krokodyli – krótkometrażowy film animowany braci Quay z 1986 roku, adaptacja opowiadania Ulica krokodyli Brunona Schulza, pochodzącego ze zbioru Sklepy cynamonowe.

## Opis fabuły
W prowincjonalnym opuszczonym muzeum do zakurzonego kinetoskopu podchodzi kustosz (Feliks Stawinski). Między tryby maszyny wpuszcza strużkę swojej śliny. Ślina ożywia mechanizm i martwe przedmioty ukryte wewnątrz: lalki, śrubki, zegarki. Widz, podobnie jak lalka o fizjonomii przypominającej samego Brunona Schulza, jest świadkiem niezwykłych przemian i metamorfoz zachodzących w tym ukrytym świecie.

## Muzyka
Autorem muzyki do filmu jest polski kompozytor Lech Jankowski (w napisach końcowych „Leszek”). Był to pierwszy film Quayów do którego muzykę skomponował. Muzykę Jankowskiego bracia poznali na jednym z koncertów Polaka w połowie lat 80. w Wielkiej Brytanii. Bracia wspominają w wywiadach, że będąc w Londynie, poprosili Jankowskiego o napisanie muzyki i ten po kilku miesiącach przysłał im kasetę.

## Nawiązania do innych dzieł
- Paskowana skrzynka jest nawiązaniem do Psa andaluzyjskiego Luisa Buñuela[2].

## Nagrody
- 1986 MFF w Cannes, nominacja do Złotej Palmy
- 1986 Zagreb World Festival of Animation Films, 3 nagrody, w tym dla Lecha Jankowskiego za muzykę
- 1986 Catalonian International Film Festival, Sitges – Caixa de Catalunya (najlepszy film SF)
- 1986 MFF w Odense: Grand Prix for Best Fairytale Film
- 1986 Festival International Du Film & De Science Fiction, Bruksela: Grand Prix
- 1986 San Francisco International Film Festival- Grand Prix, najlepszy film krótkometrażowy
- 1987 MFF Fantasporto, International Fantasy Film Award